# 希爾縣 (蒙大拿州)
希爾縣（英語：Hill County）是美国蒙大拿州北部的一個郡，北鄰加拿大艾伯塔省和薩斯喀徹溫省，面積7,553平方公里。根据2020年美國人口普查，共有人口16,309人。治所哈佛（Havre）。該縣成立於1912年2月28日，縣名紀念大都會北方鐵路創辦人詹姆斯·J·希爾。